# Куогастах
Куогастах — бывшая рыбацкая деревня на севере Усть-Янского улуса Якутии.

## География
Располагалась у Янского залива моря Лаптевых, в 73 км северо-западнее Усть-Янска.

## История
В августе 1942 года из Ленинградской области сюда было депортировано около 300 немцев и финнов, а также литовцев 55 семей, 186 человек, 19 из них — учителя. Первоначально ссыльные жили в палатках. Ими были построены рыбоперерабатывающий завод и пекарня. Занимались также ловлей рыбы. В первую зиму многие скончались от болезней (цинга), от голода и холода. В 1989 году бывшие ссыльные из Вильнюса посетили Куогастах и воздвигли крест на мемориальном кладбище.
В 1950-х годах в местности Куогастах функционировала пристань, являвшаяся входными «воротами» по перевалке грузов с морских лихтеров и барж-«морячек» на мелкосидящие янские баржи. Перенос грузов осуществлялся вручную в условиях неспокойной морской погоды. Излишняя трудоёмкость перевалки обусловила строительство Нижнеянского речного порта.
Ныне места заброшены.